# Od RTM do WTF
Od RTM do WTF je sodobni mladinski realistični roman, ki govori o mladostnikih, ki se zaradi vsakodnevnih težav v življenju zatekajo k drogam. Knjigo je napisala Asja Hrvatin, izšla pa je leta 2008 pri založbi Mladinska knjiga.

### Naslov romana
Besedi RTM in WTF sta akronima. RTM je v slovenskem slengu okrajšava za »Rad te imam.«, WTF pa v angleškem jeziku pomeni okrajšavo za »What the fuck?«. V slovenščini bi to pomenilo »Kaj za vraga?«.

### Povzetek
Roman govori o srednješolcu Mateju, ki ima na videz popolno življenje. Njegovi starši so premožni, dobi vse kar si zaželi, v šoli pa mu gre zelo dobro. Kljub navidezni sreči pa ni vse tako kot se zdi na prvi pogled. V odnosu med starši in njim vlada odtujenost, česar se tudi dobro zaveda. Glavno podporo v življenju mu zato daje njegova dolgoletna najboljša prijateljica Melisa, s katero sta si popolnoma različni osebi, vendar se odlično razumeta. Njun odnos se začne slabšati, ko v Matejevo življenje vstopi Tjaša, s katero se zaljubita in postaneta par. Matej kmalu izve, da Tjaša jemlje različne droge, kot so: ekstazi, spid in kokain. Tudi to ga ne odvrne od nje, saj je zelo zaljubljen. Kmalu tudi sam poskusi drogo in ne posluša Melisinih dobronamernih nasvetov. Tjaša ga popelje v svet zabav in droge, iz katerega Matej ne more več oditi. S Tjašo kmalu postaneta odvisnika od heroina, z Meliso pa se Matej ne pogovarja več. Novica, da ima virus HIV, mu še oteži življenje in v želji po pozabi se vedno pogosteje zadeva. Ko se zaupa staršem, ga vržejo iz hiše. Ker po naključju spozna novo prijateljico Pijo, ki je prav tako okužena z virusom HIV, se začne udeleževati druženj skupine mladih, ki imajo HIV ali AIDS. Pija mu ponudi dom in mu kasneje tudi pomaga pri odvajanju od heroina. Matej ima pri odvajanju vzpone in padce. Mateju gre čedalje bolje in se poleg tega, da se odvaja od droge, še pobota z Mel. Medtem, ko se Matej trudi in dela na sebi, se Tjaša vda v zasvojenost in na koncu zaradi izčrpanosti in bolezni umre.  Ko se že zdi, da se bo vse dobro končalo, pa Matej zaradi šoka ob novici, da je Tjaša umrla z zadnjo - preveliko mero droge stori samomor.

### Predstavitev glavne književne osebe
Matej je glavna književna oseba, ki predstavlja najstnika današnjega časa. Ima premožne starše, ki mu materialno zagotovijo karkoli si zaželi, ne dajejo pa mu tistega, kar Matej res potrebuje: razumevanja, podpore, topline in ljubezni. Matej se tega, da je s starši odtujen, dobro zaveda in zato še bolj ceni prijateljstvo z Mel, ki mu nudi vse tisto, česar mu starši ne. Matej je zaradi pomankanja starševske ljubezni nesamozavesten, zmeden in naiven. Drogo poskusi samo zato, ker je vodljiv, in pa ker bi se rad dokazal pred svojim dekletom. Je tudi zelo trmast, saj nikakor ne posluša nasvetov najboljše prijateljice. Lahko bi rekli, da je vdan v usodo. Če mu Pija ne bi pomagala pri odvajanju, ne bi prišel niti do faze, da bi zdržal nekaj dni brez nje. Njegova trma, obup in melanholičnost se pokažeta tudi na koncu romana, ko obupa nad svetom in si vzame življenje, kljub pomoči in podpori dveh prijateljic. Na podlagi tega bi lahko rekli, da je Matej tudi egoistična oseba.

### Analiza
Od RTM do WTF (2008) je sodobni realistični mladinski roman, saj se dogaja v sedanjem času. Tema je odvisnost mladostnikov od droge, ki se pokaže pri zasvojenosti glavnega literarnega lika Mateja s heroinom.
Poleg Mateja so v romanu še druge literarne osebe, kot so: njegova najboljša prijateljica Mel oziroma Melisa, s katero se poznata že iz osnovne šole in ki mu stoji ob strani ves čas; prijateljica Pija, ki Mateja spodbuja, da hodi na tedensko skupinsko terapijo za vse okužene z virusom HIV in ki mu pomaga pri odvajanju od heroina; Matejevo dekle Tjaša, ki ga popelje v svet drog in zabave ter drugi stranski literarni liki.
Zgodba se začne z življenjem srednješolca Mateja, kateri ima neurejene družinske odnose in pa najboljšo prijateljico Mel, ki mu vseskozi stoji ob strani in mu je nekakšna podpora v življenju. Sledi zaplet - zaljubljenost Mateja in Tjaše. Nadaljuje se tako, da par hodi po različnih zabavah in preizkuša drogo, hkrati pa se Matej oddaljuje od Mel. Temu sledi vrh romana - Tjaša Mateju prvič ponudi heroin in ta ga vzame; hkrati pa se Matejevo prijateljstvo z Mel skoraj popolnoma konča. Kmalu nato Matej izve še to, da ima virus HIV. Zgodba se razplete s tem, ko Matej spozna Pijo, ki mu pomaga pri odvajanju od droge in pri spoprijemanju z njegovo boleznijo. Zgodba ima nesrečen konec, saj si Matej na koncu vbrizga še zadnjo mero heroina in nato umre.